# Münchener Kammerorchester

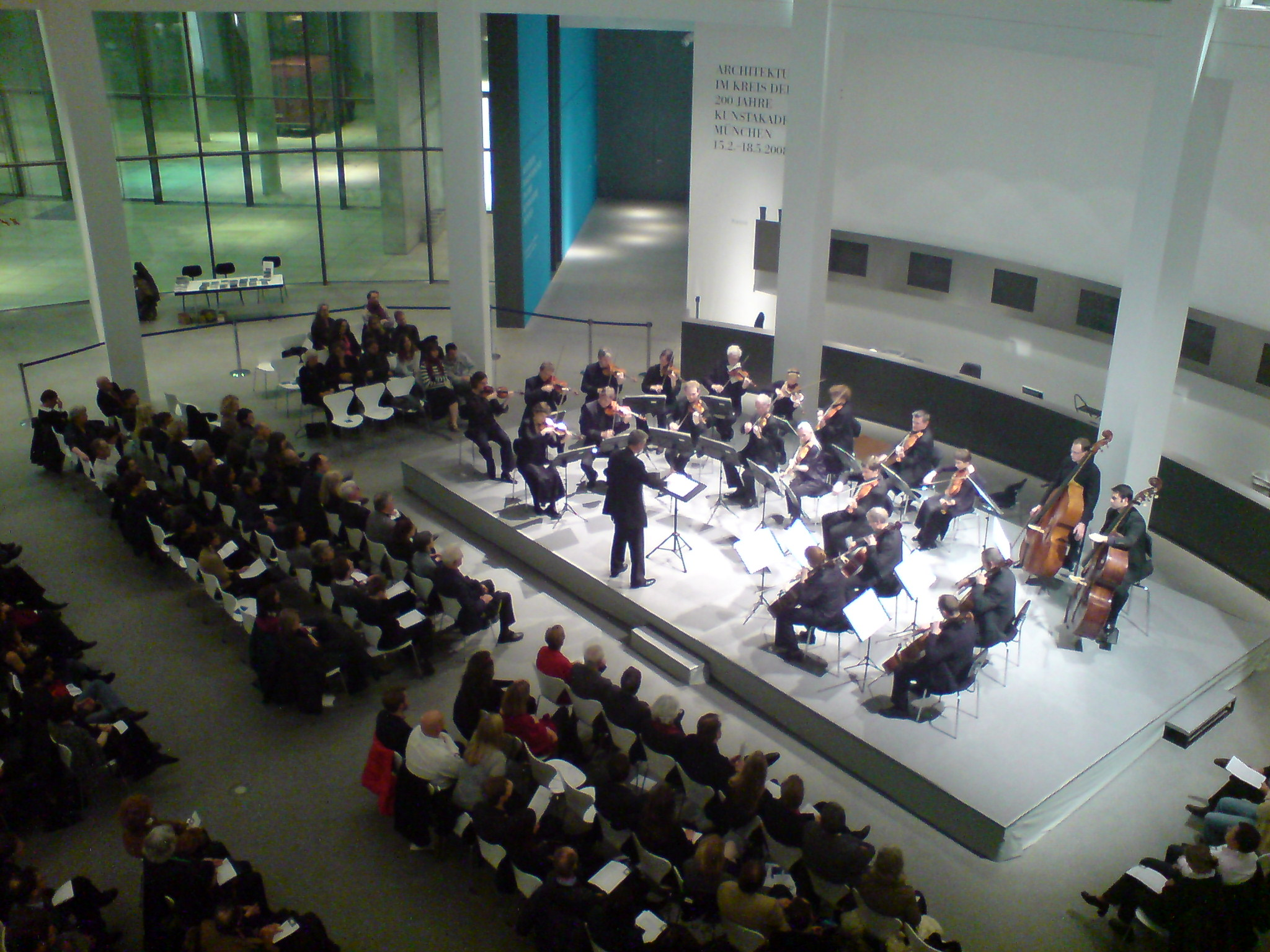
Das Münchener Kammerorchester bei einem Konzert in der Pinakothek der Moderne, München

Das Münchener Kammerorchester (MKO) ist ein professionelles Orchester mit Sitz in München mit derzeit 28 festangestellten Musikern (15 Violinen, 6 Bratschen, 5 Violoncelli und zwei Kontrabässen).

## Geschichte
Das Münchener Kammerorchester wurde von Christoph Stepp 1950 gegründet; von 1956 bis 1995 leitete Hans Stadlmair das Orchester. Von 1995 bis 2006 war Christoph Poppen Künstlerischer Leiter und prägte das Profil des Orchesters maßgeblich, indem er die Gegenüberstellung klassischen Repertoires mit zeitgenössischer Musik in den Fokus der Konzertprogramme rückte. Von 2006 bis 2016 war Alexander Liebreich Chefdirigent und Künstlerischer Leiter, im Anschluss war Clemens Schuldt bis zum Ende der Saison 2021/22 Chefdirigent des Ensembles. Ab der Saison 2022/23 verzichtet das MKO auf einen Chefdirigenten und arbeitet mit drei Dirigenten mit künstlerisch unterschiedlich Profilen zusammen: Jörg Widmann, Enrico Onofri und Bas Wiegers als Associated Conductors. Konzertmeister sind Daniel Giglberger und Yuki Kasai. Das Stammhaus des Orchesters ist das Prinzregententheater in München. Einen festen Probenraum sucht das MKO seit Jahren.
Im November 2012 initiierte das Goethe-Institut ein musikalisches Gemeinschaftsprojekt zwischen dem Münchener Kammerorchester und Studenten der Kim-Won-Gyun-Hochschule für Musik in Pjöngjang (Nordkorea), das von Liebreich begleitet wurde.

## Programm
Die acht Abonnementkonzerte im Münchener Prinzregententheater folgen in jeder Saison einem thematischen Leitfaden, in den letzten Jahren waren die Saisonthemen u. a. „Alpen“, „Drama“, „Kindheit“, „Isolation“, „Ostwärts“, „Reformation“, „Wandern“ und „Vorwiegend Heiter“; die Saison 2019/20 stand unter dem Motto „Wärme“. Die Saison 2020/21 steht unter dem Motto „Nachbarn“. Das Repertoire des Münchener Kammerorchesters umfasst neben klassischen Werken auch zeitgenössische Musik (teilweise Uraufführungen). Für diese Ausrichtung hat das Münchener Kammerorchester in den letzten Jahren internationale Anerkennung gefunden. Feste Bestandteile der Abonnementreihe sind Konzerte ohne Dirigent unter der Leitung eines der beiden Konzertmeister und die Zusammenarbeit mit Spezialisten für Alte Musik. Das Orchester arbeitet regelmäßig mit Gastdirigenten wie Thomas Zehetmair, Olari Elts und John Storgårds zusammen. Außerdem gibt es zahlreiche langjährige Zusammenarbeiten mit namhaften Solisten wie Isabell Faust, Alexander Lonquich, Jean-Guihen Queyras, Christian Tetzlaff und Steven Isserlis.
Seit der Saison 2003/2004 hat das Münchener Kammerorchester in der Pinakothek der Moderne in München eine neue Konzertreihe initiiert, die sich unter dem Titel „Nachtmusik der Moderne“ dem Werk eines zeitgenössischen Komponisten widmet. Porträtiert wurden in den letzten Jahren über 40 Komponisten, darunter Klassiker der Moderne wie Anton Webern, Paul Hindemith, Alfred Schnittke, Karl Amadeus Hartmann oder Benjamin Britten, Größen der zweiten Hälfte des 20. Jahrhunderts wie Hans Werner Henze, Luciano Berio, Iannis Xenakis, Isang Yun und Witold Lutosławski und Komponisten der jüngeren Generation wie Jörg Widmann, Erkki-Sven Tüür, Beat Furrer, Brett Dean und James MacMillan.
Mit seiner dritten Reihe „MKO Songbook“ verfolgt das Münchener Kammerorchester seit der Saison 2015/2016 in Kooperation mit „Schwere Reiter“ drei programmatische Ansätze: Zum einen sollen aus München stammende und hier tätige Komponisten in der „Werkraum“-Atmosphäre des Schwere Reiter in neuen Kontexten zu erleben sein. Darüber hinaus laden die Konzerte zu Wiederbegegnungen mit exemplarischen Werken des modernen Streichorchesterrepertoires ein. Und schließlich möchte das MKO Kompositionen präsentieren, die eigens für das Orchester geschrieben wurden und teilweise längst das Repertoire auch anderer Ensembles bereichern.
Alexander Liebreich initiierte das Münchener AIDS-Benefizkonzert, das seit 2007 zugunsten der Münchner AIDS-Hilfe stattfindet. Seit 2017 wird das Münchener AIDS-Konzert, bei dem alle Künstler für den guten Zweck ohne Gage auftreten, von Clemens Schuldt geleitet.

## Neue Musik
Das Orchester vergibt in jeder Spielzeit mehrere Kompositionsaufträge, so in jüngster Zeit an Tan Dun, Pascal Dusapin, Georg Friedrich Haas, Salvatore Sciarrino, Christian Wolff, Milica Djordjevic und Tigran Mansurian. Auch haben Komponisten wie Iannis Xenakis, Wolfgang Rihm, Jörg Widmann, Erkki-Sven Tüür, Martin Jaggi und Thomas Larcher Werke für das Münchener Kammerorchester geschrieben. Allein in den letzten Jahren wurden Aufträge u. a. an Beat Furrer, Milica Djordjević, Clara Iannotta, Mark Andre, Stefano Gervasoni, Márton Illés, Miroslav Srnka und Lisa Streich vergeben. In Arbeit ist aktuell ein Violinkonzert von Chaya Czernowin, ein Bratschenkonzert von Dieter Ammann sowie ein Streichorchesterwerk von Johannes Maria Staud. Seit einiger Zeit erweitert das Ensemble sein Repertoire gezielt durch Aufträge für Stücke ohne dirigentische Leitung, etwa von David Fennessy, Younghi Pagh-Paan und Samir Odeh-Tamimi.

## Tourneen
Das Ensemble gastiert mit rund 60 Konzerten pro Jahr in der ganzen Welt. In den letzten Jahren trat das Münchener Kammerorchester nicht nur auf vielen großen Konzertpodien in Europa auf, sondern tourte auch in Asien (China, Korea, Japan, Taiwan), Osteuropa (Polen, Ungarn, Russland) Zentralasien, Lateinamerika (Argentinien, Brasilien, Peru, Uruguay, Kolumbien) und den USA. Einige Konzertreisen fanden in enger Zusammenarbeit mit dem Goethe-Institut statt. Im Januar 2018 war das Ensemble „Orchestra in Residence“ beim Cartagena Musikfestival in Kolumbien.

## Auszeichnungen (Auswahl)
- Bayerischer Staatspreis für Musik 2023[6]
- International Classical Music Award (ICMA) 2018 (gemeinsam mit dem RIAS Kammerchor für die Aufnahme des Requiems von Tigran Mansurian in der Kategorie „Contemporary“)
- Echo Klassik 2016 (gemeinsam mit François Leleux für die Aufnahme der „Prince Esterházy Concertos“ mit Werken von Haydn und Hummel in der Kategorie „Konzerteinspielung des Jahres (Musik bis inkl. 18 Jh.)“)
- Echo Klassik 2012 (für die Einspielung des Fauré-Requiems mit dem Chor des Bayerischen Rundfunks in der Kategorie „Chor/Ensemblemusik des 18./19. Jahrhunderts“)
- Preis „Neues Hören“ 2008
- Beste Konzertprogramm der Spielzeit 2005/2006 (vergeben von: Deutscher Musikverleger-Verband)
- Cannes Classical Award 2002
- Beste Programmgestaltung in der Saison 2001/2002 (vergeben von: Deutscher Musikverleger-Verband)
- Musikpreis der Landeshauptstadt München 2000

## Diskografie (Auswahl)
- 1999: K. A. Hartmann: Funèbre (ECM)
- 2001: Mansurian / Kashkashian: Monodia (ECM)
- 2001: Sofia Gubaidulina: Sieben Worte / Zehn Präludien / De Profundis (ECM)
- 2001: J. S. Bach / Webern: Ricercar (ECM)
- 2005: Barry Guy: Folio (ECM)
- 2005: Giacinto Scelsi: Natura Renovatur (ECM)
- 2006: Valentin Silvestrov: Bagatellen und Serenaden (ECM)
- 2007: C. P. E. Bach / Graf / Hasse / Michael Haydn: Concerti Brillanti (Jan Vogler, Violoncello) (Sony)
- 2008: Joseph Haydn / Yun I-sang: Farewell (ECM)
- 2009: J. S. Bach: Violin and Voice (Hilary Hahn, Violine / Matthias Goerne, Bariton / Christine Schäfer, Sopran / Alexander Liebreich, Dirigent) (Deutsche Grammophon)
- 2009: Olivero / Mansurian / Komitas / Steinberg: Neharót (ECM)
- 2010: Larcher: Madhares (ECM)
- 2011: Fauré: Requiem (Chor des Bayerischen Rundfunks / Peter Dijkstra, Leitung) (Sony)
- 2011: Rossini: Rossini Ouvertures (Münchener Kammerorchester / Alexander Liebreich, Dirigent) (Sony)
- 2011: Hosokawa: Landscapes (ECM)
- 2012: Der Charme der Oboe: François Leleux, Oboe (Sony)
- 2013: Mozart: Große Messe in c-Moll (Chor des Bayerischen Rundfunks / Elin Rombo, Sopran / Stella Doufexis, Mezzosopran / Tilman Lichdi, Tenor / Tareq Nazmi, Bass / Peter Dijkstra, Dirigent) (Sony)
- 2013: Brass: Zeit im Grund / Von wachsender Gegenwart (NEOS)
- 2014: Mozart: Requiem (Chor des Bayerischen Rundfunks / Nuria Rial, Sopran / Marie-Claude Chappuis, Alt / Christoph Prégardien, Tenor / Franz-Josef Selig, Bass / Alexander Liebreich, Dirigent) (Sony)
- 2015: Mendelssohn: A Midsummernight’s Dream (Chor des Bayerischen Rundfunks / Lydia Teuscher, Sopran / Christine Iven, Sopran / Alexander Liebreich, Dirigent) (Sony)
- 2015: Mozart: Flötenkonzerte KV 313, 314 u. m. (Magali Mosnier, Flöte / Daniel Giglberger, Konzertmeister) (Sony)
- 2015: Haydn / Hummel: Prince Esterházy Concertos (François Leleux, Oboe / Daniel Giglberger, Konzertmeister) (Sony)
- 2016: Tigran Mansurian: Requiem (RIAS Kammerchor / Münchener Kammerorchester / Alexander Liebreich, Dirigent) (ECM)
- 2018: Concertante! (Les Vents Français / Daniel Giglberger, Konzertmeister) (Warner Classics)
- 2021: Georg Katzer – Friedrich Goldmann mit Clemens Schuldt (NEOS Music)
- 2022: Josef Haydn – Cello Concertos in C & D mit Christian Poltéra (BIS Records)
- 2022: J.C. Bach – J.M. Haydn mit Sophie Dervaux und Clemens Schuldt (Berlin Classics/BR-Klassik)
- 2023: Thomas Larcher: The Living Mountain mit Sarah Aristidou, Alisa Weilerstein, Aaron Pilsan, Luka Juhart und Clemens Schuldt
- 2023: Gloria Coates: Time Frozen – Works for Chamber Orchestra mit Jessica Niles und Ilan Volkov